# Світлана Гант
Світлана Гант (англ. Svetlana Hunt; нар. 14 грудня 1969, Київ, Українська РСР) — американська філантропістка та захисниця прав тварин українського походження. Засновниця фонду «Лакі Hunt фонду» у болгарському місті Варні.

## Життєпис
Світлана Гант, або більше відома, як Саманта Гант — американська громадянка, що народилася 14 грудня 1969 року в Києві, Української РСР. Вона іммігрувала з родиною до Сполучених Штатів Америки в 1975 році. Світлана закінчила престижний Кулінарний інститут Кордона Бле у Франції та є відомою фігурою на передовій Паризького тижня моди. Однак вона стала більш відомою завдяки своїй правозахисній діяльності. Світлану Гант часто зображують як болгарську Бріджит Бардо.
У 2016 році вона заснувала та фінансувала Фонд «Лакі Гант» з чітким наміром рятувати поранених та покинутих бродячих тварин з вулиць Болгарії. Вона відкрила новий притулок для тварин, розташований на околиці чорноморського міста Варна. Він був створений з метою полегшення страждань тварин шляхом зменшення чисельності безпритульних тварин за допомогою програми Фонду кастрації тварин. Паралельно з цією роботою Гант запустила програму зі своєю командою, з метою виховання дітей у позитивному сприйнятті та повазі до собак та інших вразливих тварин.
Одна з останніх ініціатив Саманти Гант має назву Дитяча майстерня. Це програма для дітей з аутизмом та синдромом Аспергера, які зможуть взаємодіяти з тваринами.
У 2017 році Команда Фонду «Лакі Гант» організувала акцію протесту проти звичаю «Собаки бігають», який проводиться щороку в Пессі / Чисто / понеділок — 27 лютого в болгарському селі Бродилово .
Фонд також уклав договір про партнерство з факультетом ветеринарної медицини Тракійського університету Стара Загора. Метою цієї офіційної угоди є створення партнерських відносин, завдяки яким будуть докладені спільні зусилля для здійснення спільної навчальної, клінічної та дослідницької діяльності.
На запрошення Світлана Гант до Болгарії приїжджає доктор Лейла Ель Фурджі, одна з найбільш довірених ветеринарних лікарів Бріджит Бардо.

## Світлини

Світлана Гант та  Фонд «Lucky Hunt»
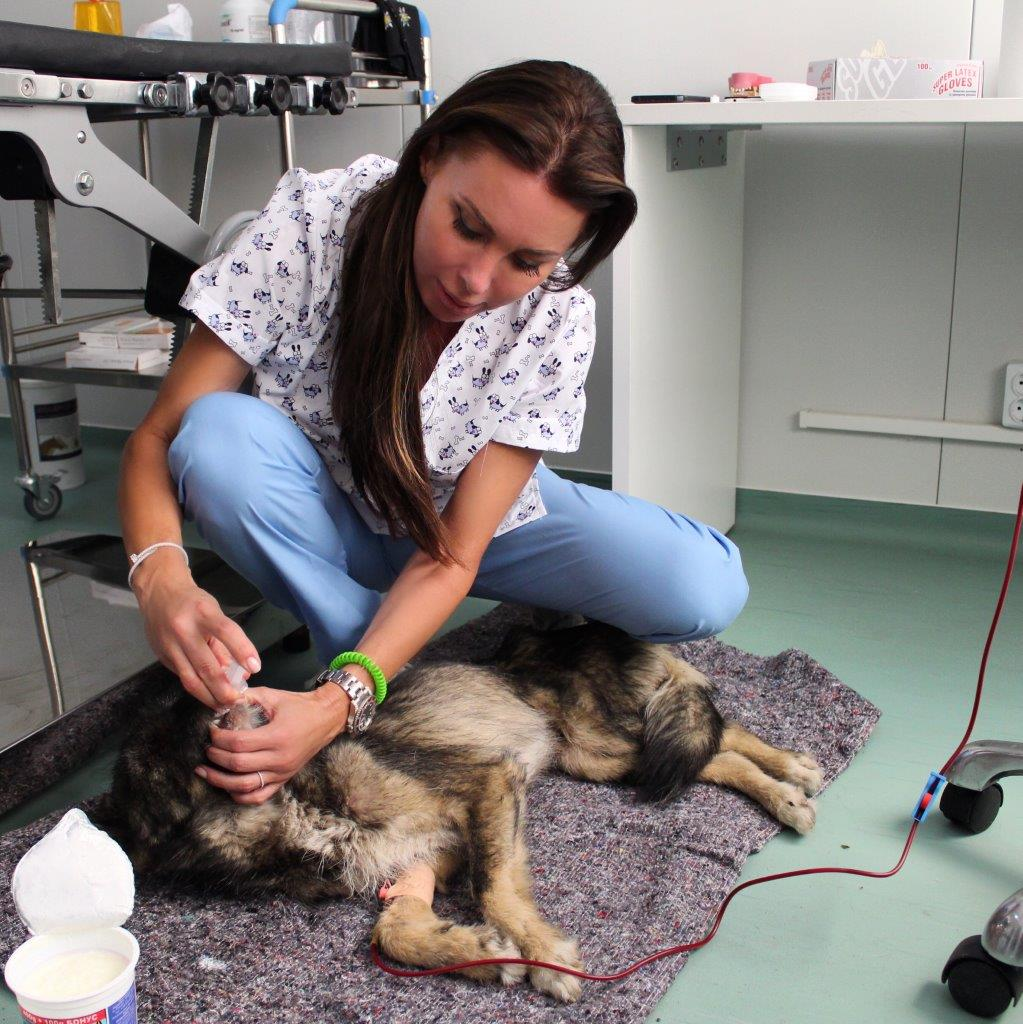
Діяльність
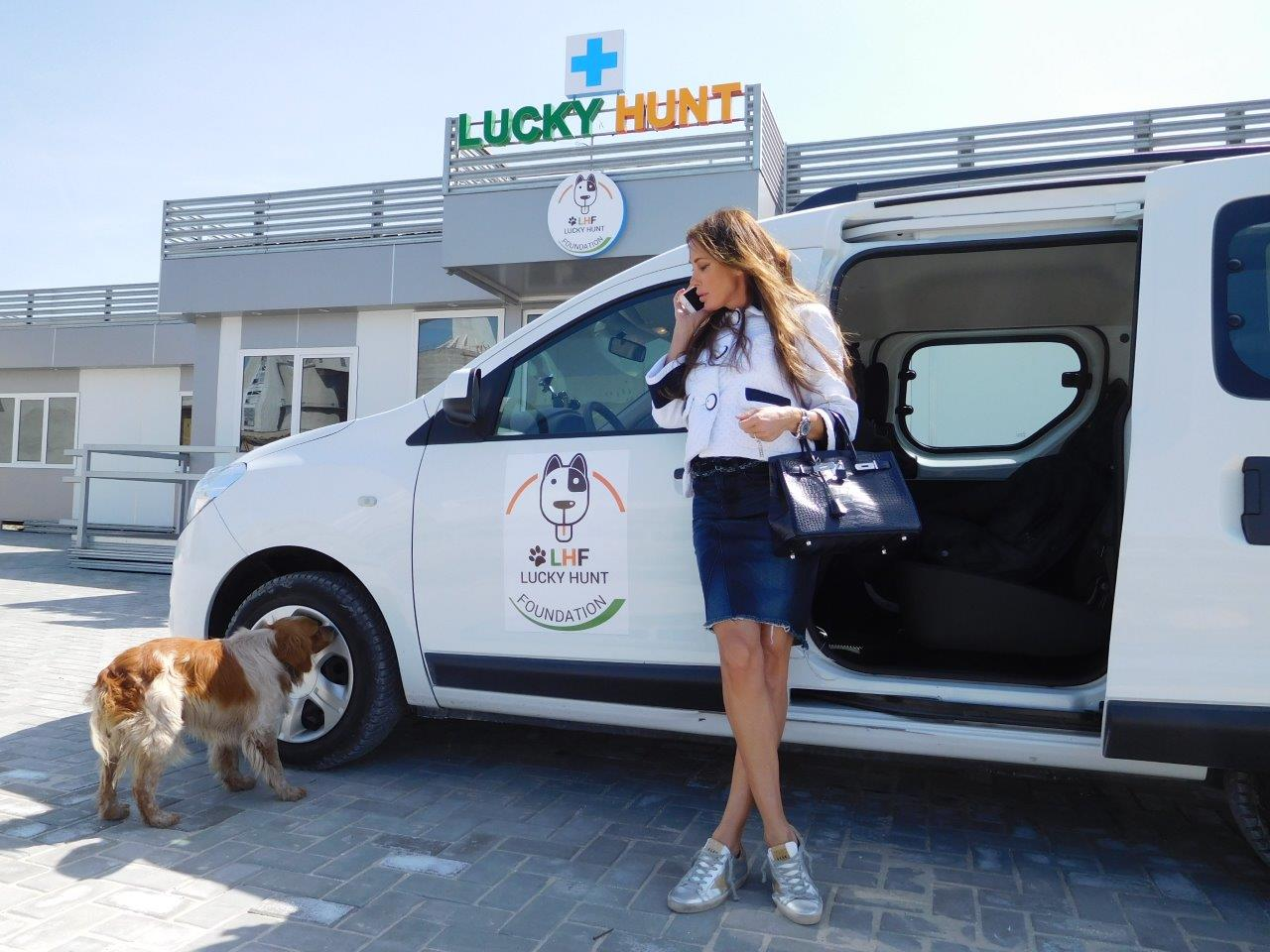
Світлани Гант
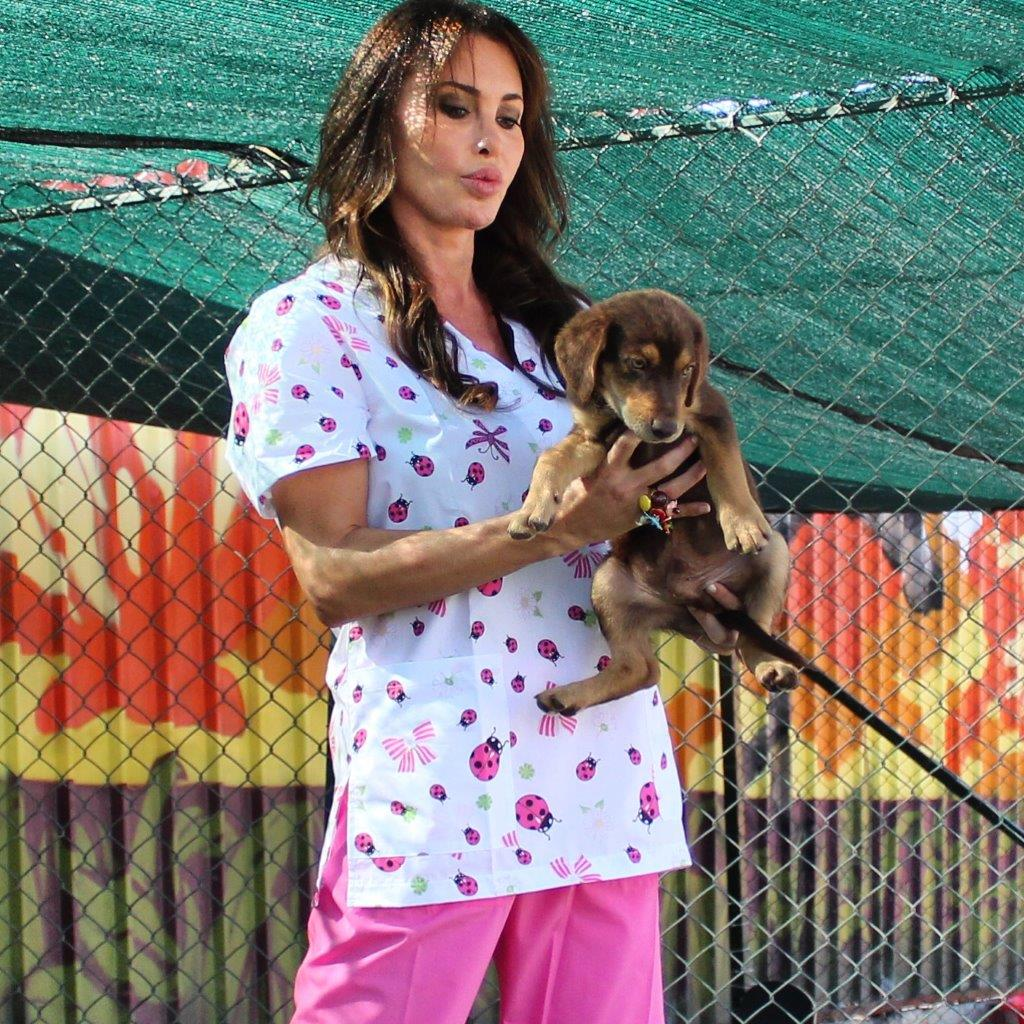
із захисту
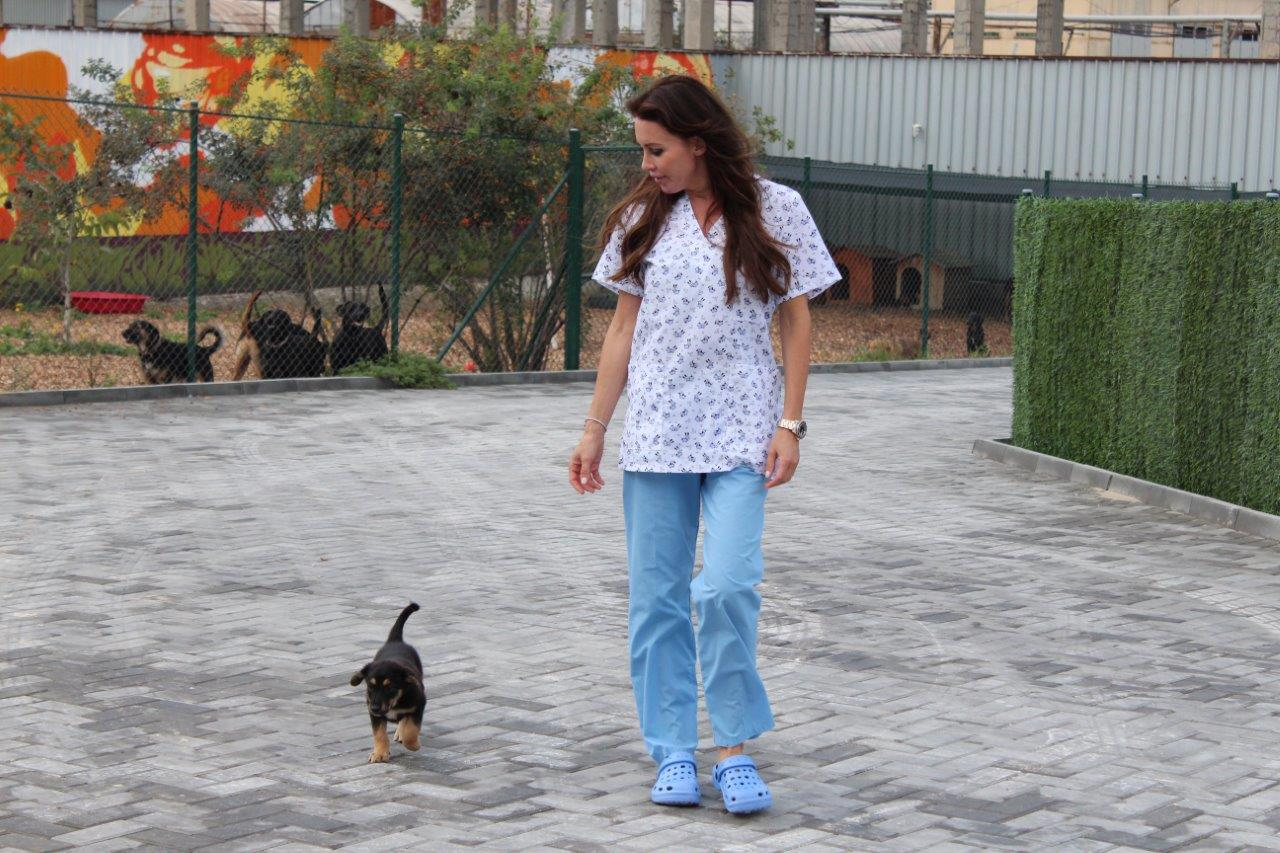
тварин